# خطوط شمال غرب الصين الجوية
خطوط شمال غرب الصين الجوية المحدودة. (بالإنجليزية: China Northwest Airlines)‏. بالصينية:(中西北 航空公司 航空公司). كانت شركة طيران مقرها في جمهورية الصين الشعبية، ومقرها في شيان. بدأت عملياتها في عام 1989. اندمجت في عام 2002 جنبا إلى جنب مع خطوط يونان الصينية الجوية، إلى شركة طيران شرق الصين.

## خلفية تاريخية
عندما انطلقت إدارة الطيران المدني في الصين كونت نفسها من ست شركات طيران كبرى، وكانت خطوط شمال غرب الصين الجوية واحد منهم. وكانت الشركة مقرها في شيان. كان تعمل معظمها على الرحلات المحلية ولكن أيضا كان لها نصيب من الرحلات الدولية إلى اليابان. بعد عملية الاستحواذ تم تغيير اسم شركة طيران شرق الصين شي باي.

## الحوادث والكوارث
- في 23 يوليو / تموز 1993، تحطمت طائرة خطوط شمال غرب الصين الجوية رحلة رقم 2119 أثناء محاولة الإقلاع في ينتشوان هيدونغ إيربورت، نينغشيا، مما أسفر عن مقتل 54 راكبا وطاقم واحد من أفراد الطاقم.
- في 6 يونيو / حزيران 1994، انفجرت طائرة خطوط شمال غرب الصين الجوية رحلة رقم 2303، أثناء تحليقها بين شيان ومطار قوانغتشو باييون الدولي (قوانغتشو)، مما أسفر عن مقتل جميع الأشخاص ال 160 الذين كانوا على متنها. واعتبارا من عام 2017، لا يزال هذا هو حادث الطيران الأكثر فتكا في الصين.

## الأسطول
في الوقت الذي اندمجت فيه خطوط شمال غرب الصين الجوية مع طيران شرق الصين، تألف أسطول الشركة من الطائرات التالية:
| نوع الطائرة        | المجموع | الطلبيات |
| ايرباص A300        | 5       | 0        |
| ايرباص A310        | 3       | 0        |
| ايرباص A320        | 15      | 0        |
| بريتش ايروسبيس 146 | 11      | 0        |
| المجموع الكلي      | 34      | 0        |

## معرض الصور

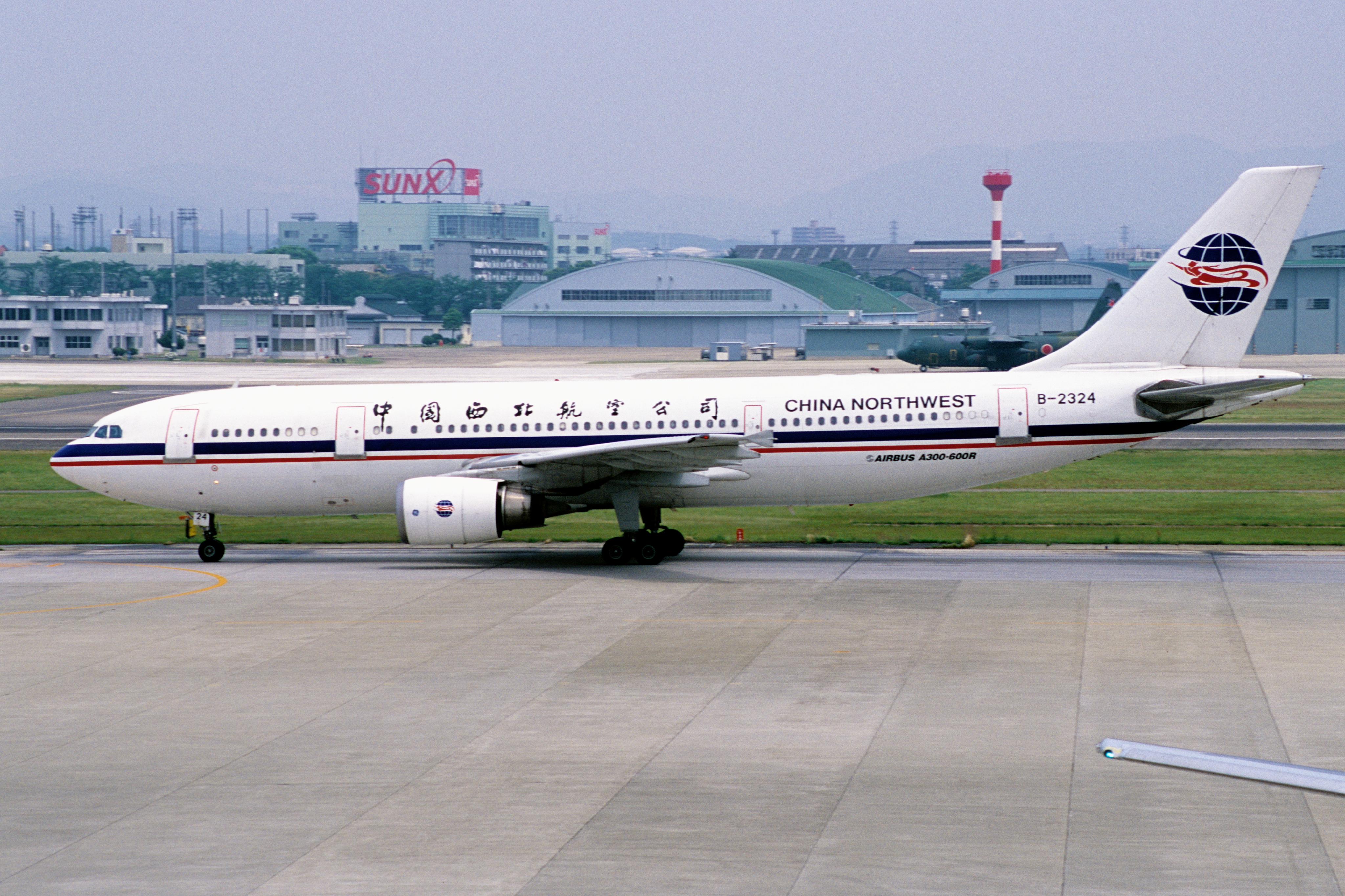
طائرة تابعة لشركة خطوط شمال غرب الصين الجوية من طراز ايرباص A300File:China
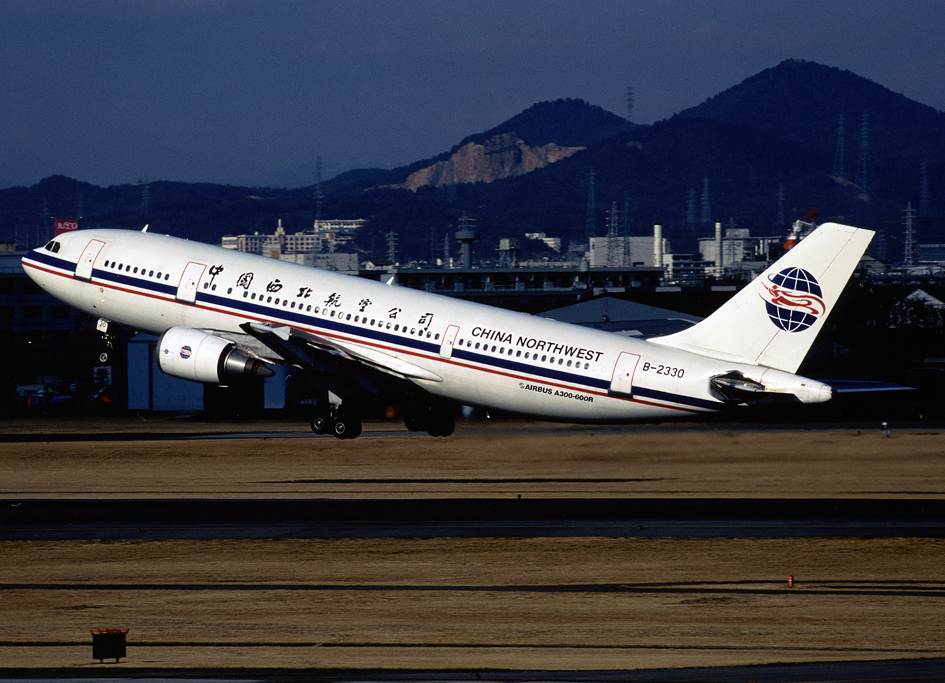
A300-600R
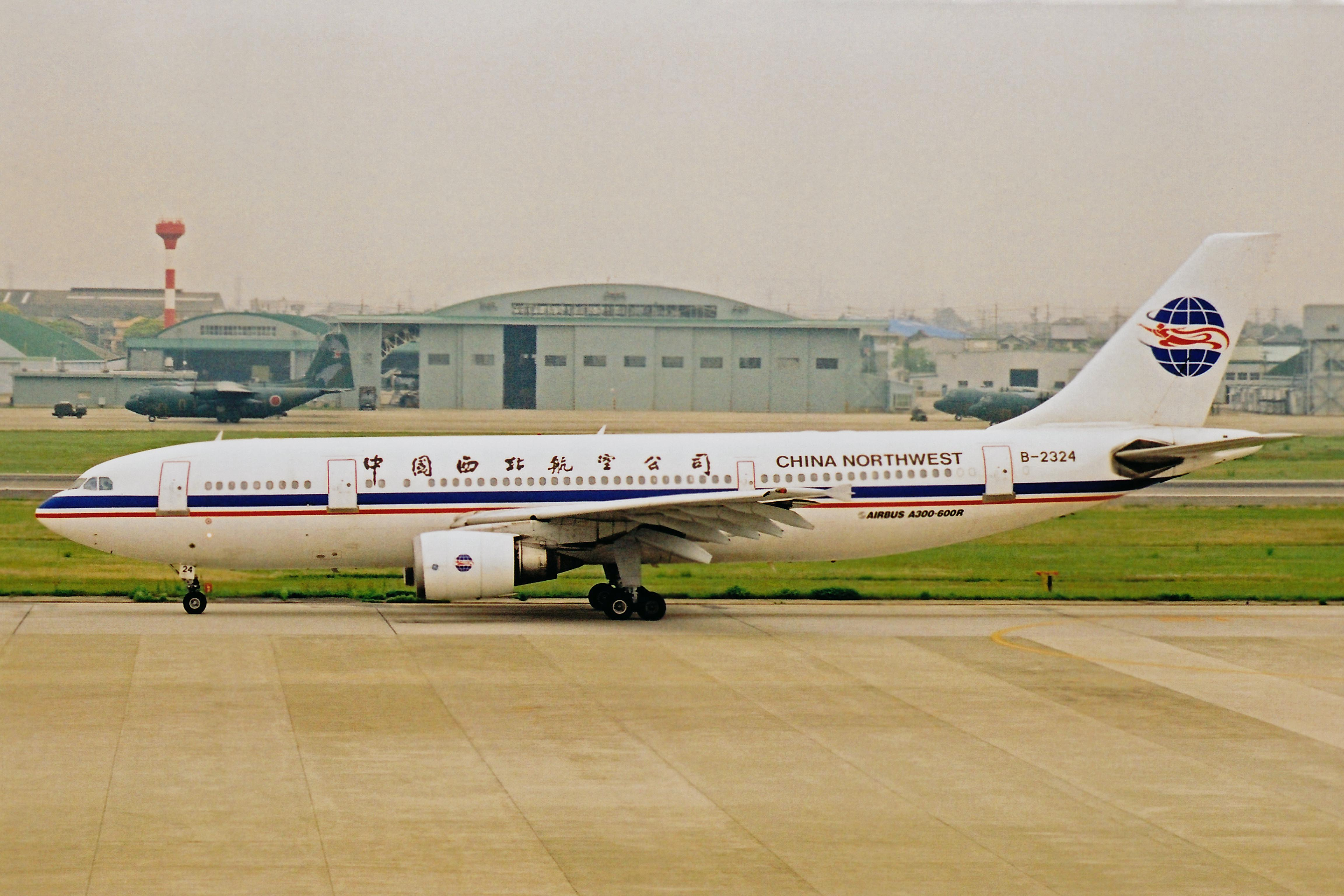
B-2324 A300B4-605R
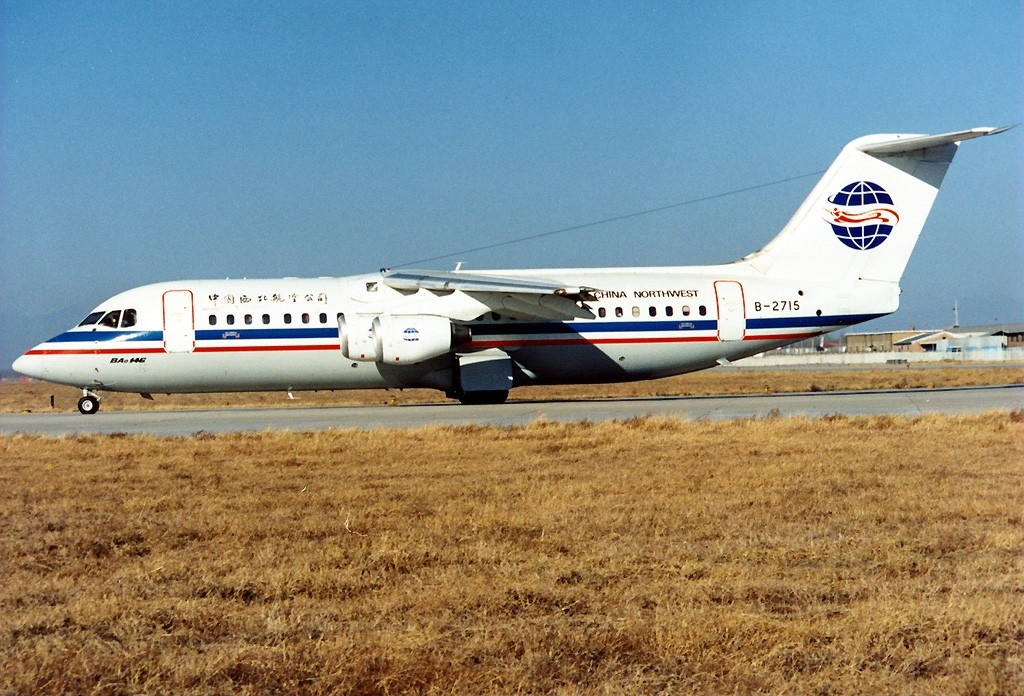
بريتش ايروسبيس 146-300
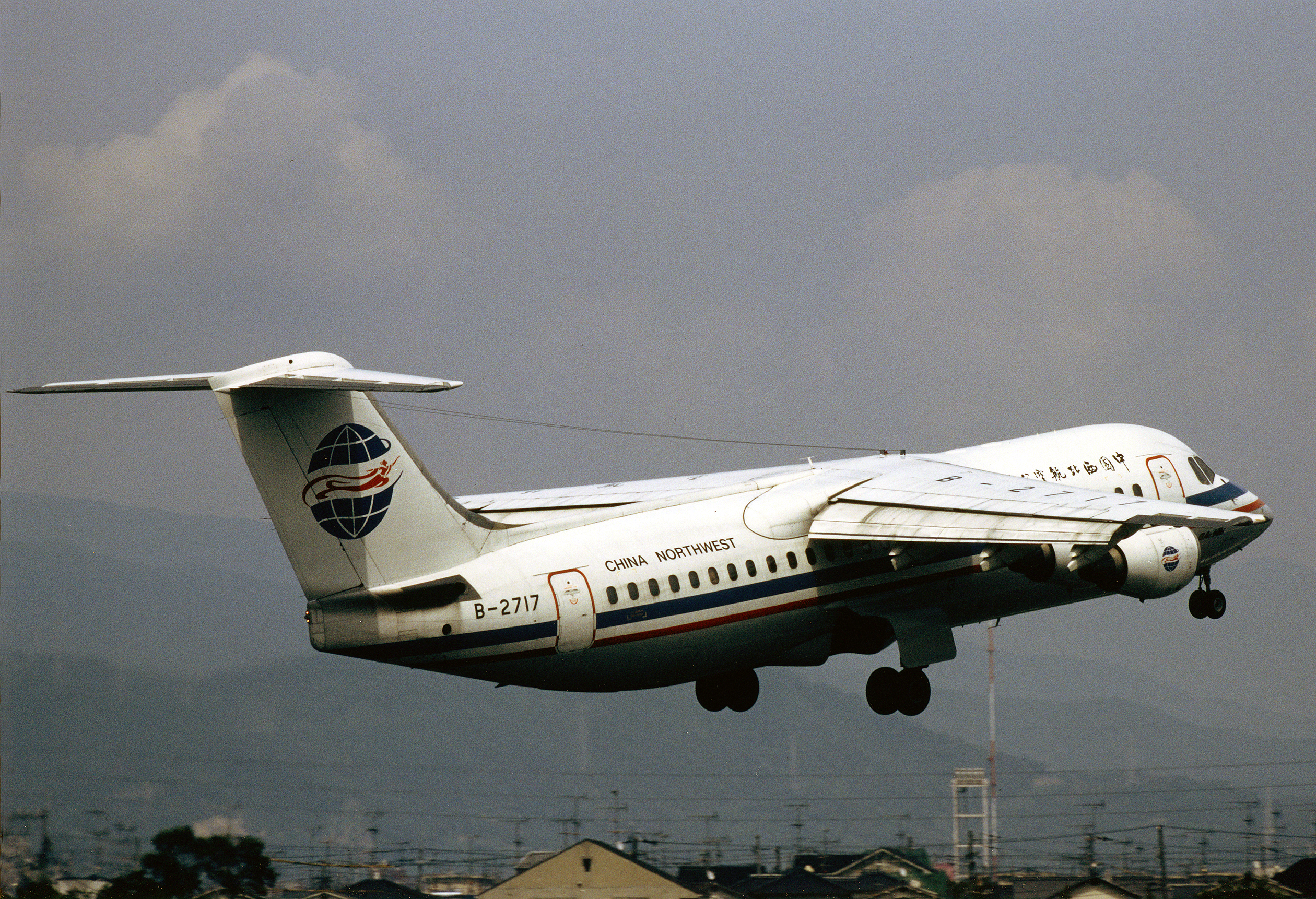
بريتش ايروسبيس 146-300
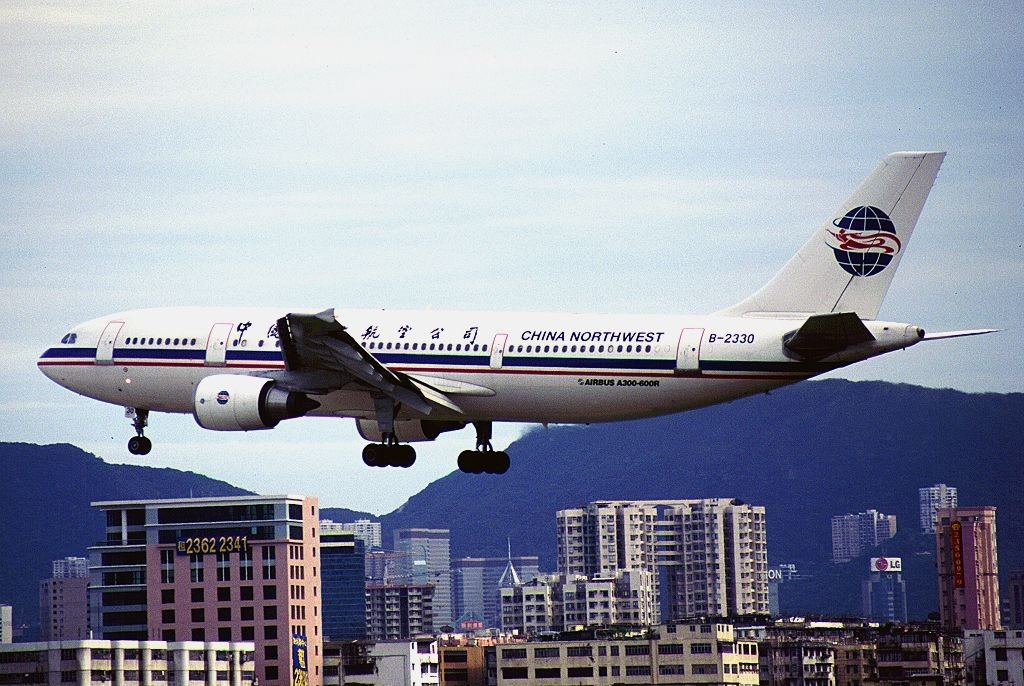
ايرباص A300B4-605R
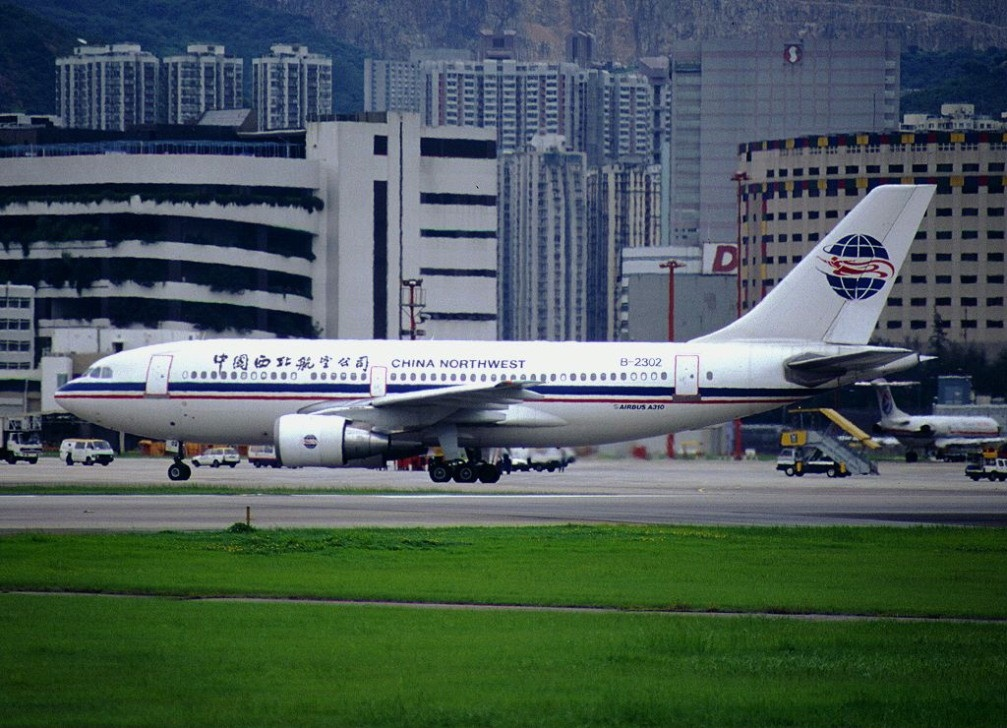
ايرباص A300

## وصلات خارجية
- (بالصينية) خطوط شمال غرب الصين الجوية على موقع واي باك مشين (archive index)